# Thamniella divulsa
Thamniella divulsa là một loài Rêu trong họ Lembophyllaceae. Loài này được (Hook. f. & Wilson) A. Jaeger mô tả khoa học đầu tiên năm 1878.